# Интервал (математика)
Вижте пояснителната страница за други значения на Интервал.
В математиката интервал е множество от реални числа, което се състои от всички числа, които се намират между дадени 2 числа. Тези 2 числа се наричат крайни точки на интервала.

## Отворен и затворен интервал
Крайната точка може да се съдържа или да не се съдържа в интервала. Когато тя се съдържа, интервалът се нарича затворен, а когато не се съдържа – отворен.
{\displaystyle (a,b)=\{x\,|\,a<x<b\}}

{\displaystyle [a,b]=\{x\,|\,a\leq x\leq b\}}

{\displaystyle [a,b)=\{x\,|\,a\,\leq x<b\}}

{\displaystyle (a,b]=\{x\,|\,a<x\leq b\}}

{\displaystyle (a,\infty )=\{x\,|\,x>a\}}

{\displaystyle [a,\infty )=\{x\,|\,x\geq a\}}

{\displaystyle (-\infty ,b)=\{x\,|\,x<b\}}

{\displaystyle (-\infty ,b]=\{x\,|\,x\leq b\}}
{\displaystyle (-\infty ,\infty )=\mathbb {R} }, Множеството на реалните числа

{\displaystyle (a,a)=\varnothing }, Празното множество

{\displaystyle [a,a]=\{a\}\,}, Числото {\displaystyle a}